# Messerschmitt Me 209
De Messerschmitt Me 209 was de aanduiding van twee verschillende toestellen van de Duitse vliegtuigfabrikant Messerschmitt. De eerste Me 209 was een vliegtuig dat speciaal werd gebouwd om het snelheidsrecord voor propeller-aangedreven vliegtuigen te behalen. De tweede Messerschmitt Me 209 was een experimentele doorontwikkeling van het jachtvliegtuig Bf 109.

## Me 209
Het toestel maakte zijn eerste vlucht op 1 augustus 1938. Op 26 april 1939 brak Flugkapitän Fritz Wendel het snelheidsrecord met een snelheid van iets meer dan 755 km/h. Dit record zou pas op 16 augustus 1969 door een aangepaste Grumman F8F Bearcat worden verbeterd. De Me 209 was uitgerust met een Daimler-Benz DB 601 motor.

## Me 209-II
De tweede Messerschmitt Me 209 was een experimentele doorontwikkeling van het jachtvliegtuig Bf 109. Het toestel was uitgerust met een Daimler-Benz DB 603 motor en had een binnenwaarts intrekbaar landingsgestel. Het werd niet in grote aantallen gebouwd en nooit operationeel ingezet.
Vooroorlogse ontwerpen:
S 7 ·
S 8 ·
S 9 ·
S 10 ·
S 13 ·
S 14 ·
S 15 ·
S 16 ·
M 17 ·
M 18 ·
M 19 ·
M 20 ·
M 21 ·
M 22 ·
M 23 ·
M 24 ·
M 25 ·
M 26 ·
M 27 ·
M 28 ·
M 29 ·
M 30 ·
M 31 ·
M 33 ·
M 35 ·
M 36 · 
M 37
Ontwerpen 1933-1945:
Bf 108 · 
Bf 109 ·
Bf 109TL ·
Bf 109Z ·
Bf 110 ·
Bf 161 ·
Bf 162 ·
Me 163 · 
Me 209 ·
Me 210 ·
Me 261 ·
Me 262 · 
Me 263 ·
Me 264 · 
Me 265 · 
Me 290 · 
Me 309 ·
Me 309Z ·
Me 321 · 
Me 323 · 
Me 328 · 
Me 334 ·
Me 410 · 
Me 509 · 
Projecten tot 1945:
P.1051 ·
P.1062 ·
P.1065 ·
P.1070 ·
P.1073 ·
P.1092 ·
P.1095 ·
P.1099 ·
P.1100 ·
P.1101 ·
P.1102 ·
P.1103 ·
P.1104 ·
P.1106 ·
P.1107 ·
P.1108 ·
P.1109 ·
P.1110 ·
P.1111 ·
P.1112
Libelle ·
Schwalbe ·
Wespe ·
P.08.01 ·
Zerstörer Project II
Overig:
C-44